# Битва при Силарі
Битва при Силарі — битва на річці Силарі, була військовим протистоянням, що сталась 71 року до н. е. під час третьої рабської війни між римськими воїнами Марка Ліцинія Красса і бунтівних рабів Спартака. Останній зазнав поразки і був убитий в бою.

## Внутрішній стан
В той час, за підрахунками, з шести мільйонів жителів півострова, третина були рабами. Великий прихід рабів почався в першій половині другого століття до нашої ери. Більшість з них були вільно народженими і зберегли пам'ять про втрачену свободу. Вони були захоплені у війнах Східного Середземномор'я, називали їх узагальнено «сирійцями», це доволі послабило імперію Селевкидів, дозволило громадянські війни і те, що Кілікія стала притулком для піратів, які атакували середземноморські узбережжя і моря. На північному узбережжі Чорного моря, куди скіфи привозили на продаж в'язнів своїх вторгнень та завоювань. Ці маршрути використовувалися для того, щоб перетнути землі Фракії, що свідчить про постійний контакт фракійців з рабством.Згодом велика кількість кельтів і германців почали приїжджати з портів Аквілея, Арелат і Массилія. Перші з обумовлених тяжко працювали на ранчо і фермах на Сицилії. З плином часу патриції почали будували величні маєтки, на яких працювали сотні або тисячі рабів на Сицилії та південній Італії. Деякі з цих іноземних рабів почали використовувати для гладіаторських шоу. У Капуї на початку 1 століття майже всі учасники були галлами або фракійцями, також щось подібне почало відбуватися по всій території Італії.

## Передісторія
Після битви при Луканському озері, Спартак вирішив відступити до Петелійских гір (наразі Стронголі) в Брутто, хоча у нього на хвості вже були римські легіони, які намагалися наздогнати Спартака. Красс доручив переслідування легату — Квінту Аррію і квесторів Гнея Скрофа. Спартак припинив свій шлях і вирішив атакувати римлян. Але через часті сутички та напади, вождь розумів нестачу ресурсів та вичерпання сил у повстанців. В цій ситуації, що склалася, лідер повсталих рабів вважав, що перебуваючи в невигідних умовах, треба уникати бою, але його військо вимагало йти на Красса. Спартак мав підкоритися своїм воїнам та зібрав усі сили та можливості, щоб завдати вирішальний удар на армію римлян. Спартак став табором біля витоків річки Сілар.

## Повстання
У 73-му році в місті Капуї, в будинку Лентуло Батіату відбулося повстання гладіаторів: 70 з них під командуванням Спартака, Еномао і Крікс втекли, сховавшись на горі Везувій, де розгромили претора Гая Клавдія Глабро, якого було направлено с ополченням, щоб заарештувати його. Подібна доля спіткала війська Пупліо Варініо. Після цих успіхів їхня кількість збільшилася до сімдесяти тисяч чоловіків, жінок і дітей, у тому числі втікачів-рабів, а також пастухів і мулярів з південної Італії. Регіон був зайнятий багатьма латифундіями, тому була висока щільність рабів. У той час 110 тис. легіонерів (еквівалентно 20 або 22 легіонів) боролися далеко проти П'ятого Серторія і Мітрідата VI Понтійського, крім 8 легіонів у Галлії та Македонії.
Після просування границь італійської сільської місцевості на південь, вони провели зиму в гірських районах між Нола, Ночера Інферіоре, Турйос і Метапонто. Нарешті, при настанні весни 72 року, людська маса, яка склала близько ста п'ятдесяти тисяч фракійців, німців, кельтів. Східна частина почала своє повільне просування на північ, нібито намагаючись перетнути Альпи, щоб втекти до Галлії. З міркувань мобільності та постачання, вони йшли і розміщувались в невеликих, але відносно близьких колонах. Однак суперечки між Кріксом і Спартаком призвели до поділу сил — першого розколу з тридцятьма тисячами галлами і німцями з намір продовжувати війну, перейшовши до Монте-Гаргано. Римляни скористалися цією ситуацією і напали на повстанців двома консульськими арміями по десять тисяч чоловік. Консул Лусіо Геліо Пуутало розгромив силу Крікса, що впав у битві з 20 тисячами своїх людей, а його колега Гней Корнелій Лентул Клодіано намагався зробити те ж саме з групою Спартака в регіоні Пічено, але був розбитий також. Можливо, що вцілілі армії Крікса вдалося возз'єднати головну повстанську частину. Спартак помстився за поразку свого колишнього товариша, змусивши 300 або 400 римських в'язнів битися до смерті як гладіатори. Можливо ще 60,000 або 70,000 чоловіків змогли боротися, інші знизили цифру до 30,000.
Після цього Спартак продовжив свій похід на північ зі своїми сто двадцятьма тисячами послідовників з великою здобиччю, розгромивши біля Модени губернатора Галлії — Гай Касій Лонгін, який намагався зупинити їх тридцяти двома легіонами. Під час перетину Альп, маса повстанців повернулася на південь навколо Турії. Причина зміни планів невідома, хоча традиційна думка полягає в тому, що самі раби, побачивши їх успіх, вирішили продовжувати свої грабіжні кампанії в Італії. Проте йому вдалося утримати близько десяти тисяч втікачів, в основному жінок і дітей, щоб втекти до Галлії.
У той час римський сенат наказав багатому і впливовому патріцію Марку Ліцінію Крассу припинити рабське повстання. Йому було призначено шість нових легіонів, також два з Гелії і Лентулуса і два, які він оплатив самостійно , в цілому близько сорока   до сорока п'яти тисяч легіонерів і допоміжних осіб ,  приблизно до п'ятдесяти тисяч. Повстанці вже розгромили три армії по два легіони кожен, так що Красс знав, що йому потрібна сила, принаймні, від восьми до десяти легіонів , щоб перемогти повстанців.
Коли Спартак і його військові сили повернулися на північ, Красс зупинив їх з шістьма своїми легіонами в якийсь момент в Пічено і Самніо, тоді як він наказав легату Луцію Муммію напасти на своїх ворогів з тилу. Проте Луцій, прагнучи відібрати славу перемоги, атакував заздалегідь і був переможений. Незважаючи на це, коли Спартак напав на головні римські війська, він зазнав поразки, втратив шість тисяч чоловіків і повинен був повернутися на південь. Красс швидко відновив дисципліну в своїй армії, і легіони були покарані децимацією (страта одного з десяти чоловіків ударами його супутників). Невідомо, чи застосував він це до цілої армії або лише до легіонів Муммії, але цілком може бути, що в подіях могли загинути чотири тисячі легіонерів. Більш імовірно, що 500 легіонерів було страчено. Після цього напрям війни змінився, тому що римська армія почала переслідувати повстанців, убивши кілька тисяч в незначних битвах, деякі кажуть до тридцяти тисяч. Найважливіше відбувається, коли колона з десяти тисяч повстанців, які стояли табором надто далеко від інших, були перехоплені Крассом і знищені; шість тисяч померлих і дев'ять сотень полонених. Нарешті, сто тисяч рабів сховалися в Мессінській протоці, де Спартак сподівався, що зможе перетнути зі своїми людьми на берега Сицилії і підняти місцевих рабів, але кілікійські пірати, з якими він домовився на їхню допомогу, не з'явилися. Однак у той час Гней Помпей Великий повернувся з Іспанії після перемоги з П'ятим Сертонієм, з сімома легіонами і проконсулом Марком Ліцинієм Лукуллом після успішної кампанії в Фракії. Красс, який хотів слави перемоги, побачив, що це загрожує небезпеці, оскільки йому доведеться поділитися з тим, хто прийшов першим, щоб допомогти йому. Коли Спартак спробував закінчити війну шляхом переговорів, римлянин відмовився, тому повстанський лідер наказав розірвати облогу. Після декількох невдалих спроб вони нарешті досягли успіху, але лише частина з них уникнула загибелі. Ті, хто залишився, втекли в гори регіону Стронголії (Бруттій). Вони прибули на північ від Луканії, де групи декількох тисяч рабів розташувалася окремо на березі озера поблизу Пестуми. Там їх атакував Красс, який загнав їх у воду і врятувалися вони, тільки завдяки своєчасному прибуттю Спартака з основною частиною повстанців. Незабаром після цього кельти і германці розділились під командуванням Ганіка і Кастуса. За словами Тіта Лівія, їх було 35 000, але сьогодні говорять про 20,000. Красс скористався цією можливістю і знищив їх на горі Кантенна, майже половину з них. На той час дисципліна і згуртованість повстанських військ почали руйнуватися і багато покидали армію. Втомившись від втечі, Спартак і його послідовники вирішили зіткнутися з Крассом на рівнині, що відбулася на берегах річки Силарі.

## Хід битви
Сили були подібними, можливо, з невеликою чисельною перевагою для римлян. Вони мали однакове озброєння, логістику, фізичні та моральні умови. Однак великою перевагою Красса була дисципліна його підрозділів. Спартак, знаючи, що римські лінії захищали невеликі річки і канави, мали намір використати його кавалерію, щоб напасти на фланг, який був найвіддаленіший від оборони, і змусити легку піхоту римського центру напасти на нього, щоб обернути його своїми силами.
Обидві армії розташувалися на рівнині, тридцять чи сорок тисяч живих рабів у верхній частині та сорок тисяч римлян у двох таборах у нижній, розділених невеликим каналом. У той час Красс наказав деяким з його людей шукати деревину, щоб закінчити роботи, в той час, коли вони вступили в бойові дії з розвідниками Спартака. Незабаром бойові широко розійшлись, оскільки обидві сторони вимагали підкріплення. До того ж вони забрали коня Спартака, і він убив його своїм мечем, кажучи: «Якщо я переможу, то я не буду мати вірного друга; Якщо я переможений, то мені це не потрібно.» Він вирішив битися з усіма іншими без кінної піхоти. Спартак знав, що шанси на перемогу були незначними. Величезна перевага римської кінноти домінувала по всій рівнині. Легіонери знали, що вони мусять перемагати, ризикуючи знов бути пошкодженими, або навіть вбитими. Битва почалася, коли її ніхто не очікував, але швидко Красс організував кожен зі своїх легіонів у тріпекси (перший рядок з чотирьох когорт, також дві лінії по три в кожній), у той час як його вороги були розташовані в декількох, підрозділах для захисту табору. У ближньому бою на відкритому полі римляни, більш дисципліновані і краще обладнані, показали свою перевагу і повстанці почали переживати страшні жертви.
Нарешті, Спартак напав на весь римський фланг, але вони чинили опір, і коли він намагався вбити Красса власною рукою, він був оточений римлянами і можливо саме тоді він пав. Римляни почали підніматися по схилу, перевантажуючи рабів, які переховувались у таборі,щоб надалі вони розійшлись, їм це вдалось і потім римляни переслідували і різали їх. Але багато хто втік у гори, де вони розділилися на чотири групи і чинили опір, поки Красс не знищив їх і не взяв в'язнів. Раби розуміли, що це їх останній бій, тому бій був запеклим. Але, незважаючи на всі зусилля вождя рабів, в цій останній битві його армія була остаточно і повністю розгромлена, причому переважна більшість було вбито на полі бою.
Флор пише: «Спартак, хоробро бився в першому ряду, упав як полководець». Хоча тіло Спартака так і не знайшли, на думку істориків, він загинув в бою разом зі своїми людьми.

## Наслідки
Головним військовим наслідком битви було знищення повстанської армії. Тіло Спартака не могло бути знайдене, а римляни забрали шість тисяч ув'язнених і вирішили дати світові урок: всі вони були розіп'яті вздовж ділянки Аппійського шляху між Капуя і Римом. Перемога відзначалась дуже довго і з великим розмахом. Залишки військ Спартака розійшлися. Деякий з них вдалося втекти і сховатися з пірамідами Кілікії. Але тих, хто не був систематично переслідуваний: Помпею вдалося знищити військо з п'яти тисяч чоловік, що прямувало на північ у Луканію, намагаючись залишити Італію через Альпи. Після цього Помпей сказав: «Красс переміг рабів, я викорчував повстання!» Крадучи частину перемоги Крассу в очах людей, отримавши консульство завдяки його популярності, тоді як Красс отримав менше визнання і повинен був купити позицію консула. Три роки війни зруйнували поля та економіку Італії, особливо на півдні півострова. Близько ста п'ятдесяти тисяч рабів загинули разом з кількома тисячами римлян, і було необхідно мобілізувати більше п'ятдесяти тисяч новобранців, щоб отримати перемогу (не рахуючи армій Помпея і Лукулла) . Багато полів залишилися без праці, відновити їх потрібно було працювати дуже довго. Незважаючи на військову поразку, масові втечі рабів продовжували відбуватися в римській історії, особливо в часи громадянських воєн (наприклад, між 49 р. — 30 р. до н. е.), тридцять тисяч приєдналися до повстанського флоту Секста Помпея, який панував Сицилією між 43-м. та 36 рокомдо н. е. Іншим наслідком було звільнення багатьох рабів протягом наступного періоду, який заспокоював внутрішній дух і перешкоджав подальшим повстанням. Багато вільних людей отримали землю в Італії та на Сицилії. Лікування і статус рабів також почали поліпшуватися в греко-римських суспільствах внаслідок рабських воєн.